# Laine MacNeil
Laine MacNeil (Vancouver, 28 ottobre 1996) è un'attrice canadese.

## Carriera
Dedicatasi alla recitazione fin da bambina, nel 2009, a 12 anni, recita nel suo primo film e l'anno successivo si afferma interpretando Patty Farrell, la dispotica compagna di scuola del protagonista nel film Diario di una schiappa, ruolo che ha poi interpretato anche nei sequel della saga. Suo fratello, Donnie, ha anche lui recitato nel primo film della saga nella parte di Wade.

## Filmografia parziale

### Cinema
- Diario di una schiappa (Diary of a Wimpy Kid), regia di Thor Freudenthal (2010)
- Diario di una schiappa 2 - La legge dei più grandi (Diary of a Wimpy Kid: Rodrick Rules), regia di David Bowers (2011)
- Diario di una schiappa - Vita da cani (Diary of a Wimpy Kid: Dog Days), regia di David Bowers (2012)
- Horns, regia di Alexandre Aja (2013)

### Televisione
- Falling Skies – serie TV, episodio 2x01 (2012)
- Bella, pazza e impossibile (Damaged), regia di Rick Bota – film TV (2014)

## Riconoscimenti
- Candidatura agli Young Artist Awards 2013 come miglior attrice giovane non protagonista per Diario di una schiappa - Vita da cani

## Doppiatrici italiane
- Giulia Franceschetti in Diario di una schiappa, Diario di una schiappa 2 - La legge dei più grandi, Diario di una schiappa - Vita da cani